# 楊建霞
楊建霞 (Yvonne Yeung)，現任香港基督教女青年會總幹事，負責機構會務發展，積極開拓創新服務，切合不斷改變的社會需要。女青服務包括青年發展、婦女事工及家庭服務、基督教事工、會員事工、長者及社區健康服務、幼兒教育、職涯發展及持續教育、社會企業及住宿服務等。

楊女士曾於銀行界任職財務顧問，其後創辦社會企業為殘疾人士創造就業機會。透過跨界別的合作，以推動社會效益為宗旨。參與義務工作包括香港社會服務聯會執行委員會委員、業界發展及財務常設委員會主席及人才發展策略委員會副主席、香港社福界心連心大行動理事、市區重建局非官方非執行董事、團結香港基金顧問、香港賽馬會慈善信託基金之支援護老者計劃、賽馬會e健樂電子健康管理計劃，以及賽馬會樂齡同行計劃諮詢委員會當然委員。曾任中央政策組特邀顧問、婦女事務委員會委員、廉政公署防止貪污諮詢委員會委員及民政事務總署「伙伴倡自強」社區協作計劃諮詢委員會委員，並榮獲2022年度《旭茉JESSICA》成功女性大獎。
楊女士修畢工商管理碩士學位、心理及工商管理學士學位，其後於美國哈佛大學完成哈佛工商學院管理課程及新加坡國立大學商學院社會企業管理課程。